# انتگریس
انتگریس (انگلیسی: Entegris) شرکت الکترونیک آمریکایی است، که در سال ۱۹۶۶ تأسیس شد.